# UltraLightClient
UltraLightClient (kurz: ULC) ist eine Grafikbibliothek zur Erstellung von Rich Internet Applications. Anhand von ULC kann die Java-Grafikbibliothek Swing einfacher in einer Web-Infrastruktur verwendet werden. Die  Bibliothek bietet eine serverseitige Programmierschnittstelle für Swing GUI-Komponenten an.
ULC-Anwendungen werden zentral auf einem Server in Betrieb genommen und über eine Web-Adresse als Java-Applet oder Java Web Start Anwendung aufgerufen. Auf der Benutzer-Seite wird das Java-Plugin verwendet, um die Benutzeroberfläche anzuzeigen.
Nutzer können über Tastatur-Kürzel oder Drag-and-Drop-Funktionen ULC-Anwendungen bedienen.

## Geschichte
UltraLightClient wurde im Jahre 1997 vom IBM OTI Lab in Zürich entwickelt. Im Jahr 2000 übernahm das Basler Software-Unternehmen Canoo die Lizenz und nahm Weiterentwicklungen daran vor, wie etwa die Java EE-Kompatibilität, Drag-and-Drop-Funktionalität, und die Entwicklung eines visuellen Editors für Eclipse. Die Firma Canoo Engineering wurde Ende 2018 von Informatique-MTF SA übernommen. IMTF bietet UltraLightClient als Teil ihrer RIA-Suite an.

## Versionshistorie
| UltraLightClient 5.0            | Mär 2002       |
| UltraLightClient 5.1            | Sep 2002       |
| UltraLightClient 5.2            | Apr 2004       |
| UltraLightClient 6.0            | Apr 2005       |
| UltraLightClient 6.1            | Mai 2006       |
| UltraLightClient 6.2            | Sep 2007       |
| UltraLightClient '08            | Jun 2008       |
| UltraLightClient '08 Update 1   | Nov 2008       |
| UltraLightClient '08 Update 2   | Feb 2009       |
| UltraLightClient '08 Update 3   | Jul 2009       |
| UltraLightClient '08 Update 4   | Nov 2009       |
| UltraLightClient ULC            | Mai 2010       |
| Canoo RIA Suite Update 1        | Okt 2010       |
| Canoo RIA Suite Update 2        | Mär 2011       |
| Canoo RIA Suite Update 3        | Apr 2011       |
| Canoo RIA Suite Update 4        | Jul 2011       |
| Canoo RIA Suite Update 5        | Dez 2011       |
| Canoo RIA Suite 2012            | Jul 2012       |
| Canoo RIA Suite 2012 Update 1   | Jan 2013       |
| Canoo RIA Suite 2013            | August 2013    |
| Canoo RIA Suite 2013 Update 1   | September 2013 |
| Canoo RIA Suite 2013 Update 2   | December 2013  |
| Canoo RIA Suite 2014            | March 2014     |
| Canoo RIA Suite 2014 Update 1   | August 2014    |
| Canoo RIA Suite 2014 Update 2   | July 2015      |
| Canoo RIA Suite 2014 Update 3   | March 2016     |
| Canoo RIA Suite 2014 Update 4   | February 2017  |
| Canoo RIA Suite 2014 Update 5   | February 2018  |
| Canoo RIA Suite 2014 Update 5-1 | April 2018     |
| IMTF RIA Suite 9                | August 2018    |
| IMTF RIA Suite 9 Update 0.2     | April 2019     |

## Vor- und Nachteile von ULC-Anwendungen

### Vorteile
- Plattform- und Browserunabhängigkeit, da eine ULC-Anwendung Java nutzt, um die Benutzerschnittstelle darzustellen.
- ULC-Anwendungen nutzen zur Kommunikation zwischen Frontend und Backend die gleiche Web-Infrastruktur wie herkömmliche HTML-Anwendungen (http).
- Bessere Benutzerschnittstellen erhöhen die Produktivität. Komponenten wie sortierbare Tabellen, Tabs, Menus, Drag-and-Drop wie auch Tastatur-Kürzel erhöhen den Bedienkomfort und steigern die Produktivität.

### Nachteile
- Das Java-Plugin bzw. eine Java-Runtime oder ein Launcher mit integrierter Java-Runtime wird benötigt, um die Anwendung darzustellen. Ohne lokal verfügbares Java kann die Anwendung nicht genutzt werden.